# 355

## Decese
- 7 septembrie: Claudius Silvanus  (n. ?)